# Trouble (Akon)
Trouble è l'album di debutto di Akon, uscito negli Stati Uniti il 29 giugno 2004. È stato dichiarato disco di platino sia in USA che nel Regno Unito, dove ha venduto rispettivamente oltre la cifra di un milione di copie e oltre le 487'000.

## Il disco
Il disco ha poi venduto sulle tre milioni di copie in tutto il mondo, e dato il suo grande successo è stato rilanciato in versione speciale. Cinque singoli sono stati estratti: il primo a salire subito in vetta alle chart è Locked Up, realizzato assieme al rapper Styles P e incentrato sulla vita di Akon in carcere. Il secondo è Ghetto, il terzo Lonely. Quest'ultimo supera addirittura il precedente Locked up, diventando una hit di successo e raggiungendo la posizione numero uno nelle classifiche di vari paesi come ad esempio Regno Unito, Germania e Australia. Il quarto singolo è Belly Dancer (Bananza), ballata ritmata e movimentata della quale sarà poi realizzata una remix con Kardinal Offishall; il quinto e ultimo è Pot Of Gold, che non riscuote però un grande successo nelle chart (nel video del singolo fa apparizione l'artista R&B T-Pain).

## Tracce
1. Locked Up – 3:56
2. Trouble Nobody – 3:23
3. Belly Dancer (Bananza) – 4:00
4. Gangsta – 4:15 – con Daddy T., Devyne & Picklehead
5. Ghetto – 3:55
6. Pot of Gold – 3:36
7. Show Out – 3:25
8. Lonely – 3:57
9. When the Time's Right – 3:44
10. Journey – 4:18
11. Don't Let Up – 4:20
12. Easy Road – 3:22
13. Locked Up (remix) – 3:52 – con Styles P